# Iwogumoa dicranata
Iwogumoa dicranata là một loài nhện trong họ Amaurobiidae.
Loài này thuộc chi Iwogumoa. Iwogumoa dicranata được miêu tả năm 1990 bởi Jia-Fu Wang et al..